# Celso Cesare Moreno
Il Capitano Celso Cesare Moreno (Dogliani, 1830 – Washington, 12 marzo 1901) è stato un politico italiano, che fu deputato alla Camera dei rappresentanti degli Stati Uniti d'America e governò le Hawaii.

## Biografia
Figlio di una famiglia contadina, fece i suoi studi a Genova e si diplomò all'Accademia militare nel 1855, uscendone con il grado di capitano. Quindi fu comandante di navi lungo le rotte orientali, lungo le quali incontrò Giuseppe Garibaldi. Nei suoi contatti con i popoli orientali conobbe e sposò la figlia del sultano di Aceh.
A Firenze conobbe il re Vittorio Emanuele II al quale propose di occupare l'isola cinese di Creò e l'isola di Sumatra, sottraendo quest'ultima alle mire degli olandesi e aprendo al giovane Regno d'Italia i commerci con l'Oriente. Nonostante la proposta fosse piaciuta al re e ad alcuni ministri, tra cui Manerba, de Pretis, Cesare Correnti, l'operazione non andò in porto e qualche anno dopo gli olandesi conquistarono Sumatra. Combatté contro gli olandesi prima di rifugiarsi nel Tonchino, dove fu al servizio della Francia. Fu poi in Cina dove organizzò la prima compagnia di navi a vapore battente bandiera cinese.
Fino al 1891 fu nelle isole Hawaii, allora regno indipendente, e sotto il regno di Kalākaua delle Hawaii ricoprì svariati incarichi politici, da primo ministro a ministro degli Esteri.
Divenne in seguito deputato al Congresso americano, fece approvare una legge, «The Moreno Bill», con cui si sanzionava la tratta e lo sfruttamento dei bambini e ragazzi immigrati italiani.
Morì nel 1901 a Washington. Il locale quotidiano, Washington Post annunciò la notizia definendolo come Citizen of The World (cittadino del mondo).